# Larentia semifissata
Larentia semifissata là một loài bướm đêm trong họ Geometridae.